# D. J. Reader
David Vernon „D. J.“ Reader Jr. (geboren am 1. Juli 1994 in Greensboro, North Carolina) ist ein US-amerikanischer American-Football-Spieler auf der Position des Defensive Tackles für die Detroit Lions. Er spielte College Football für die Clemson University und stand von 2016 bis 2019 bei den Houston Texans sowie von 2020 bis 2023 bei den Cincinnati Bengals unter Vertrag.

## College
Reader besuchte die Grimsley High School in seiner Heimatstadt Greensboro, North Carolina, wo er Baseball, Basketball und Football spielte. Ab 2012 ging er auf die Clemson University, um College Football und Baseball für die Clemson Tigers zu spielen. In seinem ersten Jahr am College spielte er als Ersatzspieler sowohl Baseball als auch Football, entschloss sich aber dann, seine Baseballkarriere zu beenden und sich auf Football zu konzentrieren. Anschließend spielte er drei Jahre lang Football für die Tigers und erzielte dabei 72 Tackles, davon neun für Raumverlust, und vier Sacks. Nach dem Tod seines Vaters setzte Reader die erste Hälfte der Saison 2015 aus persönlichen Gründen aus.

## NFL
Reader wurde im NFL Draft 2016 in der fünften Runde an 166. Stelle von den Houston Texans ausgewählt. Als Rookie kam er in allen 16 Spielen zum Einsatz, davon siebenmal als Starter. Dabei erzielte Reader in der Regular Season 22 Tackles und einen Sack. In seinem zweiten NFL-Jahr wurde er nach dem Karriereende von Vince Wilfork zum Stammspieler auf der Position des Nose Tackles. In den nächsten drei Spielzeiten bestritt Reader 45 Spiele für die Texans. Insgesamt kam er in vier Jahren für Houston auf 173 Tackles, davon 17 für Raumverlust, und 6,5 Sacks.
Im März 2020 unterschrieb Reader einen Vierjahresvertrag im Wert von 53 Millionen US-Dollar bei den Cincinnati Bengals. Am fünften Spieltag der Saison 2020 zog er sich einer Oberschenkelverletzung zu, wegen der er für den Rest der Saison ausfiel. In der Saison 2021 zog Reader mit den Bengals in den Super Bowl LVI ein, den sie mit 20:23 gegen die Los Angeles Rams verloren. In der Spielzeit 2022 verpasste Reader verletzungsbedingt sechs Spiele. Die Saison 2023 endete für Reader vorzeitig, als er sich am 15. Spieltag gegen die Minnesota Vikings eine Quadrizeps-Sehnenruptur zuzog.
Im März 2024 schloss Reader sich den Detroit Lions an und erhielt einen Zweijahresvertrag im Wert von 27,25 Millionen US-Dollar.

### NFL-Statistiken
| Saison                             | Saison | Spiele | Spiele      | Tackles | Tackles | Tackles | Tackles | Interceptions | Interceptions | Interceptions | Interceptions | Interceptions | Fumbles | Fumbles | Fumbles |
| Jahr                               | Team   | Spiele | als Starter | Gesamt  | Solo    | Ast     | Sacks   | PD            | INT           | Yds           | Lng           | TD            | FF      | FR      | TD      |
| ---------------------------------- | ------ | ------ | ----------- | ------- | ------- | ------- | ------- | ------------- | ------------- | ------------- | ------------- | ------------- | ------- | ------- | ------- |
| 2016                               | HOU    | 16     | 7           | 22      | 7       | 15      | 1,0     | 1             | 0             | 0             | 0             | 0             | 0       | 0       | 0       |
| 2017                               | HOU    | 14     | 14          | 47      | 23      | 24      | 1,0     | 0             | 0             | 0             | 0             | 0             | 0       | 0       | 0       |
| 2018                               | HOU    | 16     | 16          | 33      | 23      | 10      | 2,0     | 0             | 0             | 0             | 0             | 0             | 0       | 0       | 0       |
| 2019                               | HOU    | 15     | 15          | 52      | 28      | 24      | 2,5     | 0             | 0             | 0             | 0             | 0             | 0       | 0       | 0       |
| 2020                               | CIN    | 5      | 5           | 19      | 8       | 11      | 0,0     | 2             | 0             | 0             | 0             | 0             | 0       | 0       | 0       |
| 2021                               | CIN    | 15     | 15          | 43      | 22      | 21      | 2,0     | 0             | 0             | 0             | 0             | 0             | 0       | 0       | 0       |
| 2022                               | CIN    | 10     | 10          | 27      | 18      | 9       | 0,0     | 4             | 0             | 0             | 0             | 0             | 1       | 2       | 0       |
| 2023                               | CIN    | 14     | 14          | 34      | 20      | 14      | 1,0     | 1             | 0             | 0             | 0             | 0             | 0       | 0       | 0       |
| 2024                               | DET    | 15     | 15          | 23      | 11      | 12      | 3,0     | 1             | 0             | 0             | 0             | 0             | 0       | 0       | 0       |
| Gesamt                             | Gesamt | 120    | 111         | 300     | 160     | 140     | 12,5    | 9             | 0             | 0             | 0             | 0             | 1       | 2       | 0       |
| Quelle: pro-football-reference.com |        |        |             |         |         |         |         |               |               |               |               |               |         |         |         |